# Halicmetus
Halicmetus es un género de peces de la familia ogcocephalidae. Esta especie marina con aletas radiadas posee una tonalidad grisácea y negra. Halicmetus tiene una longitud máxima de 8,7 centímetros y es una especie batidemersal marina que vive a una profundidad que va desde los 280 a 1000 metros. Se puede encontrar en el Pacífico occidental, más específicamente en Japón, Taiwán, y la parte este de Australia.
Fue descrita por primera vez en 1891, por el naturista y médico británico Alfred William Alcock.

## Especies
Especies reconocidas:
- Halicmetus niger H. C. Ho, Endo & Sakamaki, 2008
- Halicmetus reticulatus H. M. Smith & Radcliffe, 1912
- Halicmetus ruber Alcock, 1891

### Lectura recomendada
- Bradbury, Margaret G. (2003) Family Ogcocephalidae Jordan 1895: batfishes. Annotated Checklists of Fishes, no. 17. 1-17.
- Nelson, Joseph S. 1994. Fishes of the World, Third Edition. xvii + 600.
- Eschmeyer, William N., ed. 1998. Catalog of Fishes. Special Publication of the Center for Biodiversity Research and Information, no. 1, vol 1-3. 2905.